# Front Democràtic (Xipre)
El Front Democràtic (en grec: Δημοκρατική Παράταξη, Dimokratiki Parataxi) és un partit polític centrista de Xipre.

## Història
El partit es va formar al 2018 després dels desacords amb el líder del Partit Democràtic, Nikolas Papadopoulos, pel que fa a l'enfocament que l'administració grecoxipriota hauria d'adoptar per resoldre el problema de Xipre. L'octubre del mateix any es va celebrar el Congrés Fundacional, en el qual es va presentar la Declaració Fundacional, els estatuts, el logotip i es va nomenar a Mario Karoyan com a president del partit.
A les eleccions europees de 2019 el Front va obtenir prop del 4%, insuficient per aconseguir representació al Parlament Europeu. Tanmateix, a les eleccions legislatives de 2021 va aconseguir el 6% i quatre diputats a la Cambra de Representants, amb el suport de partits minoritaris com la Xarxa Europea de Ciutadans o Cooperació de Forces Democràtiques, que s'integraria al partit al 2022. Durant la legislatura, el Front participaria del govern de coalició amb el Partit Democràtic i el Moviment per la Socialdemocràcia.
A les eleccions europees de 2024, el partit obtindria pitjors resultats que a les anteriors, amb només el 2% dels vots.

## Resultats electorals

### Cambra de Representants
| Any  | Vots   | Vots | Vots | Escons | Escons | Govern   |
| Any  | #      | %    | Pos. | Escons | ±      | Govern   |
| ---- | ------ | ---- | ---- | ------ | ------ | -------- |
| 2021 | 21,832 | 6.10 | 6è   | 4 / 56 | Nou    | Coalició |

### Parlament Europeu
| Any  | Vots   | Vots | Vots | Escons | Escons |
| Any  | #      | %    | Pos. | Escons | ±      |
| ---- | ------ | ---- | ---- | ------ | ------ |
| 2019 | 10,673 | 3.80 | 6è   | 0 / 6  | Nou    |
| 2024 | 7,988  | 2.17 | 8è   | 0 / 6  | =      |